# Joan Crosby
Joan Crosby – geboren als Joan Brock –  (* 1920 in Devon; † 2013 in Devon) war eine englische Tischtennisspielerin. Bei der Weltmeisterschaft 1949 gewann sie Silber im Doppel und mit der Mannschaft.

## Werdegang
Joan Crosby nahm an der Weltmeisterschaft 1949 teil. Hier gewann sie zwei Silbermedaillen. Mit der englischen Damenmannschaft unterlag sie im Endspiel den USA. Das Doppel mit Pinkie Barnes wurde Zweiter nach einem Sieg im Halbfinale über die Ungarinnen Rozsi Karpati/Erzsebet Mezei und einer Finalniederlage gegen das ungarisch-schottische Paar Gizella Farkas/Helen Elliot.
Im gleichen Jahr siegte sie bei den Offenen holländischen Meisterschaften im Doppel mit Pinkie Barnes und Mixed mit Ronald Sharman.
Joan heiratete im September 1940 Donald Peter Crosby, das Paar hat eine Tochter, Jill Crosby, welche in lokalen Tischtennisturnieren Erfolge verzeichnete.

## Turnierergebnisse
| Verband | Veranstaltung     | Jahr | Ort       | Land | Einzel    | Doppel | Mixed     | Team |
| ------- | ----------------- | ---- | --------- | ---- | --------- | ------ | --------- | ---- |
| ENG     | Weltmeisterschaft | 1949 | Stockholm | SWE  | letzte 32 | Silber | letzte 64 | 2    |